# Твірна основа
Твірн́а осн́ова — це частина слова (чи частина слів словосполучення), від якої твориться похідне. Наприклад: у дієслові заземлити твірною стала основа іменникового слова земля (земл-), модифікована словотворчими афіксами: суфікса -и-, який разом із суфіксом -ти оформляє похідне слово як дієслівне, і префікса за-, який виражає словотвірне значення.

## Особливості твірної основи
Твірна основа може не повністю входити до похідного слова. Це спостерігається при нульовій афіксації, коли дієслівна основа в похідному іменнику скорочується за рахунок суфікса (переписи-ти — перепис; засівати— засів); у складних словах, значення яких мотивується словосполученням {трудовий день — трудодень; чесати хмари — хмарочос), та в абревіатурах — від часткового усічення слів до творення ініціальних похідних {універсальний магазин — універмаг; командний пункт — КП (ка-пе); наукова організація праці — НОП).
Поняття «твірна основа» використовується в основному при словотвірному аналізі похідних слів, утворених за допомогою словотворчого форманта. Щодо слів, утворених неморфологічними способами, цей термін може бути використаний умовно, оскільки для словотвірного аналізу важливим є з'ясування мотивації і у випадку переходу слів з однієї частини мови в іншу, і при зрощенні двох слів в одне, і при розщепленні багатозначного слова та виникненні омонімів.
Словотворчою базою для всіх частин мови, що активно поповнюються новотворами, виступають наявні в українській мові слова. Однак потенційна здатність служити основою для словотвору в різних частин мови неоднакова. Іменникові основи є словотворчою базою для іменників (вишня — вишняк), прикметників (учитель — учительський), дієслів (весло — веслувати), прислівників (мить — миттю). Від дієслівних основ творяться похідні дієслова (світити — присвітити), іменники (нагородити — нагорода; нагороджувати — нагородження), прикметники (тремтіти — тремтливий), прислівники (присідати — навприсядки). Прикметникові основи можуть бути базою для утворення прикметників переважно з модифікованим значенням здрібнілості, пестливості, збільшеності тощо (червоний — червоненький, червонісінъкий; старий — старенький, старезний або червонуватий, старуватий зі значенням неповноти вияву ознаки).
До складу похідного слова твірна основа може входити цілою або ж у скороченому вигляді. Відповідно до цього розрізняють повні й усічені (скорочені) твірні основи, наприклад: дозріл-ий → дозрал-ість, промінь → промен-евий, нов-ий → нов-изна, крича-ти → крик-ливий, керува-ти → керів-ник, клеї-ти → клей-кий, прив'яза-ти → прив'язь.

## База твірних основ
Твірними основами (базою) в українській мові виступають:
- повнозначні слова: держава — наддержава, основа — основний;
- службові слова: ой — ойкати, ну — нукати;
- прийменниково-відмінкові форми іменників: між горами — міжгір'я, за кулісами — закулісся;
- фразеологізми: бити байдики — байдикувати, збитися з пантелику — спантеличитися;
- синтаксичні словосполучення: багато поверхів — багатоповерховий, два рівні — дворівневий;
- синтаксичні речення: чинити добро — доброчинний, любити тепло — теплолюбний;
- цілісні висловлювання: не туди хата — Нетудихата (прізвище)[2].

## Мотиваційні відношення
Твірна основа є спільною частиною двох слів — первинного і похідного, адже вона завжди виконує для похідного мотивуючу роль. Мотиваційні відношення похідності зумовлюються тими прирощеннями, модифікацією, яких зазнає основа. Наприклад, у словах річний, річниця, роковини той самий корінь рік-, але твірною основою він є лише для слова річний, два інших мотивуються інакше: річниця — від річний (річн + иц + я), а роковини — від роковий (роков + ин + и).
Мотиваційні відношення між словами завжди встановлюються попарно, хоч у процесі словотворення твірна основа може виступати як у ланцюговому, так і в радіальному зв'язках.

### Ланцюговий зв'язок
При поступовому ланцюговому зв'язку слів твірна основа ускладнюється поступово, утворюючи кілька ступенів:
ліс → лісовий → лісовик → лісовичка;
ліс → лісок → лісочок;
ліс → лісний → лісник → лісничиха;

### Радіальний зв'язок
При радіальному зв'язку похідних слів твірна основа мотивує
кілька похідних: ліс → лісний, лісовий, лісок, узлісся.

## Словотвірне значення
Словотвірне значення похідного слова — це узагальнене, спільне для певного лексико-семантичного розряду слів значення, що виявляється в одному словотвірному типові на основі взаємодії між значеннями твірної основи і словотворчого форманта. Словотвірне значення ґрунтується на однотипних відношеннях. Ознаками однотипних відношень є належність твірної основи до певної частини мови; характер словотворчого засобу. Наприклад, у суфіксальних похідних косар, кобзар, зброяр, баяніст суфікси -ар (-яр), -іст виражають значення діяча, називають особу за родом її діяльності; у безафіксних іменниках хід, лік, цвіт виражається словотвірне значення узагальненої дії, процесу.

## Словотворчі засоби
Словотвірна структура слова визначається через мотиваційні відношення між твірною основою і словотворчим формантом, який видозмінює вторинне слово порівняно з тим, від якого воно утворене. У сучасній українській мові до найпродуктивніших засобів вираження словотвірних значень належать суфікси, префікси і постфікси.